# Drăgănești (okręg Bihor)
Drăgănești – wieś w Rumunii, w okręgu Bihor, w gminie Drăgănești. W 2011 roku liczyła 451 mieszkańców.